# 定於一尊
定於一尊是一個漢語成語，出自西漢司馬遷《史記·秦始皇本紀》，原意是指中原統一天下並共同尊立一個帝王，現指以某一人物、學說、思想、制度等作為某個領域內唯一的權威標準。

## 出處
這句成語出自西漢司馬遷《史記》卷六：
|                               | 古者天下散亂，莫之能一，是以諸侯並作，語皆道古以害今，飾虛言以亂實，人善其所私學，以非上之所建立。今皇帝並有天下，別黑白而定一尊。私學而相與非法教，人聞令下，則各以其學議之，入則心非，出則巷議，誇主以為名，異取以為高，率群下以造謗。如此弗禁，則主勢降乎上，黨與成乎下。 |
| ——司馬遷，《史記·秦始皇本紀》 | |

秦朝丞相李斯進言認為秦初諸侯並立，天下分散不一，儒生和遊士學古論今，根據自己的學術私下議論朝政。如今秦始皇統一中國，理應由皇帝來分辨是非黑白，訂立唯一的標準。否則將任由私學從師古典，是古非今，誹謗朝政，擾亂民心巷議。若果不加以制止，勢必人心不一，阻礙朝廷統治。

## 儒家教化
漢朝之初以黃老治術為政治思想，武帝接納大儒董仲舒的建議將儒家列為統治思想，將經學與統治緊密結合，藉儒術支撐中華傳統倫理，使儒家學術定於一尊，成為士人進身之途，博士學官之職從此被儒家壟斷。
儒學提倡尊卑有序、貴賤有別的倫理觀念，確立從上而下的統治制度，形成君尊臣卑的階級思想。儒家並重視春秋大一統的思想，「大一統」不僅是指國家疆域的統一，更是指政治、經濟、文化、教育、思想、制度等各個方面的整齊劃一，以君王為唯一的集權體制。

## 中國政治語言
2017年，习近平在瑞士达沃斯召开的世界经济论坛开幕式作主旨演讲，指“谁都不应该把自己的发展道路定为一尊，更不应该把自己的发展道路强加于人。”
2018年以前，中共中央總書記習近平曾經說過「社會主義並沒有定於一尊、一成不變的套路」「世界上沒有完全相同的政治制度模式，政治制度不能脫離特定社會政治條件和歷史文化傳統來抽象評判，不能定於一尊，不能生搬硬套外國政治制度模式。」
2018年7月，中共中央高層多次提到「定於一尊」，強調黨中央領導核心的權威地位，因此引起關注。 7月5日，新華社發表習近平在全國組織工作會議的講話，強調「要堅持和加強黨的全面領導，堅決維護黨中央權威和集中統一領導，確保黨中央定於一尊、一錘定音的權威。」 7月16日，中共全國人大常委會黨組召開集體學習會議，全國人大常委會委員長兼黨組書記栗戰書重申「自覺加強政治建設，嚴格遵守政治紀律和政治規矩，確保以習近平同志為核心的黨中央一錘定音、定於一尊的權威。」
2018年10月，中共中央紀律檢查委員會修訂《中國共產黨紀律處分條例》，著力「通過嚴明政治紀律和政治規矩，推動各級黨組織和黨員幹部始終自覺地在政治立場、政治方向、政治原則、政治道路上同以習近平同志為核心的黨中央保持高度一致，確保黨中央一錘定音、定於一尊的權威。」
2019年10月，中共中央黨史和文獻研究院出版習近平著書《論堅持黨對一切工作的領導》，新華社報導指出「黨和國家大政方針的決定權在黨中央，必須以實際行動維護黨中央一錘定音、定於一尊的權威。」
2020年5月，習近平在十九屆中央紀委四次全會堅持「以兩個維護引領全黨團結統一，完善堅定維護黨中央權威和集中統一領導」，中共中央黨校副校長謝春濤表示「面臨著複雜的國內外局勢，更需要以習近平同志為核心的黨中央具有一錘定音、定於一尊的權威。」 10月10日，中國社會科學院馬克思主義研究院副院長辛向陽指稱「黨中央是大腦和中樞，黨中央必須有定於一尊、一錘定音的權威。」
2023年2月27日，中华人民共和国外交部部长秦刚在联合国人权理事会高级别会议表示，各国历史文化传统、具体国情、人民诉求千差万别，世界上不存在定于一尊的人权保障模式，各国自主选择人权发展道路的权利必须得到尊重，照搬照抄别国模式只会水土不服，将别国模式“强加于人”更会贻害无穷。

## 另見
- 習近平個人崇拜
- 以習近平同志為核心的黨中央

## 外部連結
- 習近平強調「定於一尊」 是背離正統還是警告訊號，BBC中文
- 习近平的月亮与集权 （页面存档备份，存于），美国之音中文网
- 有关“定于一尊”的一桩谜案 （页面存档备份，存于），中国数字时代
- 李怡：定于一尊，就意味着绝对权力[]，中国人权